# Autoritatea pentru Digitalizarea României
Autoritatea pentru Digitalizarea României (ADR) este o instituție creată în 2020 pentru a digitaliza guvernul.

## Istoric
Autoritatea pentru Digitalizarea României a fost înființată prin Ordonanța de Urgență nr. 36/2020, în contextul necesității unei mai bune coordonări a procesului de digitalizare a administrației publice din România. Scopul principal al ADR este de a crea un cadru coerent pentru dezvoltarea și implementarea soluțiilor digitale, de a asigura interoperabilitatea platformelor guvernamentale și de a facilita accesul cetățenilor la servicii publice eficiente, rapide și transparente.

## Misiune și obiective
ADR are ca misiune digitalizarea instituțiilor publice și crearea unui mediu favorabil implementării tehnologiilor inovative în sectorul public. Printre obiectivele sale principale se numără:
- Digitalizarea administrației publice în domenii precum educația, sănătatea, administrația locală⁠(d) și justiția.
- Crearea de platforme și servicii digitale care să permită accesul la servicii publice online.
- Asigurarea că sistemele informatice ale administrației pot comunica între ele eficient și securizat.
- Încurajarea utilizării soluțiilor IT open source pentru a reduce costurile și a spori transparența.
- Colaborarea cu sectorul privat pentru a stimula dezvoltarea unei economii digitale.

## Platforme
- Sistemul Național Electronic de Plată (SNEP, ghișeul.ro )
- ROeID (ROeID) - set unic de credențiale ce oferă acces la platformele guvernamentale
- Sistemul Electronic de Achiziții Publice (SEAP)
- Punctul de Contact Unic Electronic (PCUe) - acces la diverse servicii
- Sistemul Electronic Național (SEN) - acces la formulare necesare în relația cu instituțiile publice
- Sistemul Informatic de Atribuire Electronică în Transporturi (SIAE) - pentru obținerea autorizațiilor de transport (intern sau internațional)
- aici.gov.ro - platformă pentru depus documente pentru instituțiile care nu dispun de un sistem de registratură online
- cetrebuiesafac.ro - platformă pentru ghiduri despre COVID-19
- datelazi.ro - platformă pentru informarea publicului despre evoluția pandemiei
- diasporahub.ro Arhivat în 2 iulie 2022, la Wayback Machine. - platformă pentru a sprijini românii din diaspora în situații de urgență
- jurnalmedical.ro Arhivat în 29 aprilie 2022, la Wayback Machine. - platformă pentru a ajuta cetățenii să monitorizeze starea de sănătate în contextul pandemiei
- rohelp.ro Arhivat în 7 aprilie 2020, la Wayback Machine. - platformă pentru a sprijini ONG-urile în contextul pandemiei
- stirioficiale.ro - platformă centralizată pentru informații oficiale

## Proiecte

### Proiecte active
| Nr. | Denumire                                                                                                | Descriere | Instituții                                                                     | Buget                    | Termen     |
| --- | --- | --- | ------------------------------------------------------------------------------ | ------------------------ | ---------- |
| 1   | Implementarea infrastructurii de Cloud Guvernamental                                                    | Crearea unei infrastructuri de cloud guvernamental sigur unde instituțiile publice își pot stoca și gestiona datele pentru a fi protejate împotriva atacurilor cibernetice și să permită schimbul de informații între instituții. | - ADR - Serviciul de Telecomunicații Speciale - Serviciul Român de Informații. | 1,87 miliarde lei (PNRR) | 31.12.2025 |
| 2   | Migrarea aplicațiilor și sistemelor informatice în cloud (MAS IC)                                       | Modernizarea și migrarea aplicațiilor guvernamentale în cloud pentru a îmbunătăți serviciile digitale oferite cetățenilor și mediului de afaceri. Este complementar proiectului de infrastructură de cloud guvernamental și se concentrează pe adaptarea și dezvoltarea de soluții IT compatibile cu acest mediu.                                         | - ADR - Instituții guvernamentale                                              | 876 mil. lei (PNRR)      | iunie 2026 |
| 3   | Automatizarea proceselor de lucru în administrația publică                                              | Automatizarea proceselor administrative prin tehnologia RPA (Robotic Process Automation) pentru eficiență, reducerea erorilor și îmbunătățirea serviciilor publice. - Analiza fluxurilor de lucru și identificarea soluțiilor RPA. - Selecția instituțiilor publice beneficiare. - Implementarea soluțiilor de automatizare pentru 18 instituții publice. | - ADR - Instituții din administrația centrală                                  | 107 mil. lei (PNRR)      | 2026       |
| 4   | Competențe în tehnologii avansate pentru IMM-uri                                                        | Sprijinirea a cel puțin 2000 de IMM-uri în transformarea digitală prin formarea angajaților în tehnologii avansate. Platforma digital4all.gov.ro E-learning pentru evaluare și dezvoltarea competențelor prin 9 programe de formare pentru angajații IMM-urilor românești.                                                                                | - ADR - IMM-uri                                                                | 200 mil. lei (PNRR)      | 15.04.2025 |
| 5   | Sprijin pentru consolidarea capacității administrative a APC în elaborarea și implementarea proiectelor | Creșterea capacității instituționale a autorităților publice centrale pentru implementarea proiectelor de digitalizare a serviciilor publice. - 9 aplicații de finanțare elaborate - 7 proiecte contractate prin PCIDIF - 5 proiecte implementate cu sprijin Programul Asistență Tehnică (PAT) - 4 reuniuni de transfer de cunoștințe                     | - Ministerul Investițiilor și Proiectelor Europene - ADR                       | 37 mil. lei (PNRR)       | 31.12.2029 |
| 6   | Genomic Data Infrastructure                                                                             | Colectează și analizează date despre ADN-ul uman și informații medicale precum boli și tratamente, din diferite țări din Europa pentru a crea o rețea europeană de referință pentru genom (Genomul Europei) și de a folosi aceste date pentru a studia cancerul și bolile infecțioase.                                                                    | - ADR - Institutul de Cercetare-Dezvoltare în Genomică                         | 200 mil. lei (PNRR)      | 2026       |

### Proiecte finalizate
- Sistem Informatic Național pentru Adopție
- Sistem de interoperabilitate tehnologică cu statele membre UE (SITUE)
- Sistem integrat de management pentru o societate informațională performantă (SIMSIP)
- Sistem Național de Management privind Dizabilitatea
- Sistem Informatic Integrat pentru Emiterea Actelor de Stare Civilă (SIIEASC)
- Platforma Software Centralizată pentru Identificare Digitală (PSCID)
- Sistem Informatic pentru registrele de sănătate (RegIntermed)
- HUB de servicii Ministerul Muncii
- Sistem Informatic pentru Evidența Clinică a secțiilor A.T.I. (SIEC - ATI)

## Critici
Autoritatea pentru Digitalizarea României se confruntă cu provocări în ceea ce privește implementarea uniformă a proiectelor în toate colțurile țării, în special în zonele rurale.